# 湖南高尔夫旅游职业学院
湖南高尔夫旅游职业学院位于湖南省常德市清水湖，是湖南省一所高等专科大学，它是中国大陆第一所以高尔夫旅游为主要科目的大学，也是中国大陆最早开办高尔夫专业的大学之一。

## 历史
“湖南涉外经济学院清水湖校区”是“湖南高尔夫旅游职业学院”的前身，2010年6月23日更名为“湖南高尔夫旅游职业学院”。

## 学校院系
湖南高尔夫旅游职业学院拥有4个系，1个部，20多个专业。

### 系
高尔夫运动系、管理系、机电工程系、外语系

### 部
中职部

### 专业
运动训练、高尔夫运动技术与管理、高尔夫服务与管理、高尔夫球场建造与维护、涉外旅游、酒店管理、旅游管理、工商企业管理、园林工程技术、机电一体化、应用英语、应用日语

## 学校文化

### 校训
敦品，励志，勤奋，务实

### 社团
湖南高尔夫旅游职业学院的主要社团有：西洞庭湖湿地保护协会、武术社、文学社、健美操社、书画社、自行车社、读书社、球类社团、外语协会、青年志愿者协会、戏剧表演社。

## 对外合作
湖南高尔夫旅游职业学院和苏格兰爱姆伍德高尔夫学院、新西兰纽西兰商学院、韩国加耶大学、英国贝德福特大学、日本九州大学、加拿大阿尔伯塔理工学院建立了留学合作关系。同时和韩国大邱工业大学建立了姊妹学校关系。